# Bosverpleging

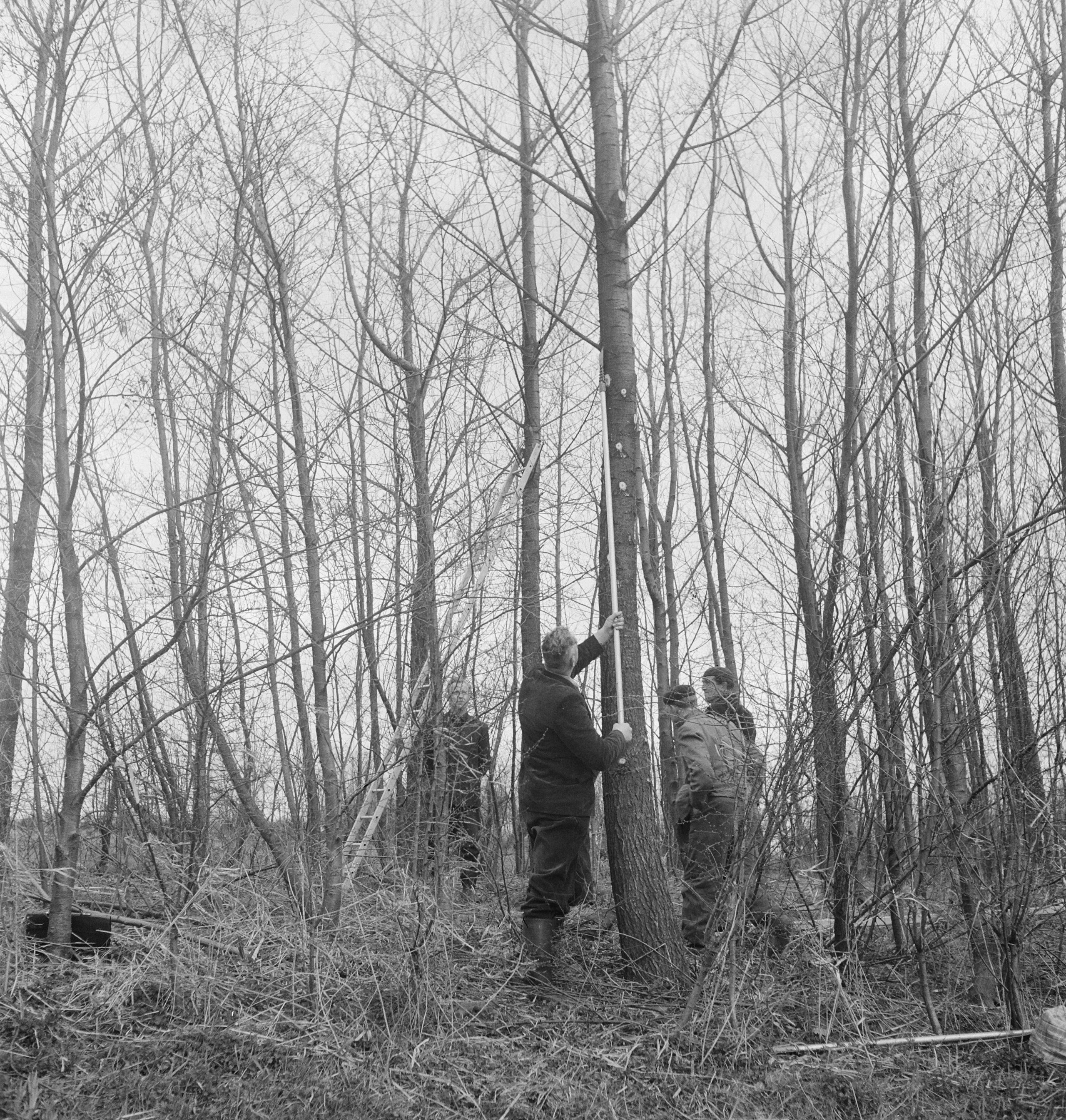
Bosverpleging in een opstand met populier

Bosverpleging is het geheel van beheersmaatregelen die in een bos worden uitgevoerd om opstanden de gewenste optimale groei, structuur en soortensamenstelling te kunnen geven en te behouden. De aard van de bosverpleging wordt afgestemd op de bosontwikkelingsfase waarin een opstand verkeert. 
Enkele maatregelen die onder bosverpleging vallen zijn bijvoorbeeld dunning, stamreiniging en het maaien van de kruidlaag van de opstand.
Het begrip 'bosverpleging' is verwant aan de term 'boomverzorging'. Bij bosverpleging ligt de nadruk op de verzorging van bossen of opstanden als geheel (als begroeiing of zelfs als gebied), terwijl bij boomverzorging de nadruk ligt op de individuele boom. Het begrip 'bosverpleging' wordt hoofdzakelijk gebruikt in de bosbouw en het bosbeheer. De term boomverzorging wordt daarentegen vooral gebruikt in het openbaar groenbeheer en de tuinbouwkundige boomteelt.